# 리트리트
《리트리트》(영어: Retreat)는 2011년에 개봉된 영국의 독립 공포 스릴러 영화이다. 칼 티비츠의 감독 데뷔작이다. 킬리언 머피, 제이미 벨, 탠디웨이 뉴턴이 섬에 고립된 세 사람의 역할을 맡았다. 한 부부가 군인으로 보이는 자에게서 전 세계를 휩쓸고 있으며 공기로 전염되는 치명적인 질병의 생존자라는 이야기를 듣고 섬에 머문다. 하지만 이들 부부는 실은 미친 사람에 의해 고립되어 있는 것일 수도 있다. 영화는 호평을 받았다.

## 줄거리
런던 건축가 마틴 케네디(킬리언 머피 분)와 언론인 아내 케이트(탠디 뉴턴 분)는 스코틀랜드 서쪽의 동떨어진 무인도인 블랙홈섬을 종종 방문하여 휴가(retreat)를 보낸다. 그 섬에 존재하는 유일한 거주 공간인 페어웨더 오두막은 본토에 사는 주인 더그가 계절에 따라 운영하며, 섬은 연락선에 의해서만 대륙과 왕래가 가능하다. 둘은 케이트가 유산을 겪고 나서 위태해진 결혼 생활을 복구하려는 노력으로 이 섬을 다시 방문한다.
섬에서 지낸 지 며칠 지나지 않아 발전기가 폭발하여 마틴은 팔을 부상을 입고 부부는 전력을 잃는다. 부부는 본토와의 유일한 통신 수단인 시민 밴드 라디오를 이용하여 더그에게 배를 타고 와 도와줄 것을 요청한다.
케이트는 다음 날 부두에서 더그가 오기를 기다리지만 더그는 오지 않는다. 대신 전투복 차림의 한 수상쩍은 남자(제이미 벨 분)가 피를 흘리고 거의 의식을 잃고 쓰러진 채로 발견된다. 정신이 돌아온 남자는 자신을 군인인 잭 콜먼 이등병이라고 소개하고 마틴과 케이트에게 공기로 전파되는 아그로모토 플루, 코드명 R1N16이 남미에서 시작돼 몇 주 이내에 전 세계로 번졌으며, 이는 전염성이 높으며 치료가 불가능하고 호흡기 계통을 공격해 본인 피에 목이 막혀 질식해 죽게 되는 치사율 100%의 치명적 바이러스라고 설명한다. 잭은 군이 통제력을 상실했고 민간인들에게 집 안으로 들어가 아무도 들어오지 못하게 하도록 조언하고 있다고 말한다. 시민 밴드 라디오에서 잡음만 흘러나오자 마틴은 잭을 도우며 안전을 도모하기로 한다. 잭은 호전적인 태도로 주도권을 잡고 지시를 내리며, 밀폐된 집에 있는 게 최선이라면서 창문과 문을 널판을 대어 막는다.
며칠 사이에 잭은 이상하고 신경질적으로 행동한다. 부부는 점점 그의 위협적인 행동을 신경쓰게 되고, 심지어 바이러스가 실재하지 않고 잭이 미쳤을 수도 있다고 의심하기 시작한다. 케이트가 잭에게 결혼했냐고 묻자 그는 아내가 R2n16에 걸려서 죽었다고 말하고 공격적이고 위협적으로 변한다. 부부는 오두막을 떠나기로 결정하고, 밖에서 위험을 감수하겠다고 한다. 하지만 잭은 부부를 보내주지 않고 총으로 위협하여 부부를 침실에 가둔다.
마틴은 천장 채광창을 통해 밖으로 도망친 뒤 잔교에서 총에 맞아 숨진 더그와 그의 아내의 시신을 발견한다. 오두막으로 돌아온 마틴은 더그의 사냥용 엽총을 이용하여 잭을 제압한다. 그러나 케이트가 잭의 손을 뒤로 묶기 시작하는 동시에 마틴이 피를 토하기 시작한다. 질병은 사실이고 마틴은 감염된 것처럼 보인다. 케이트는 마틴이 느리고 고통스러운 죽음을 감내하는 대신 편히 갈 수 있도록 마틴을 총으로 쏘게 된다.
잭은 케이트에게 그가 비밀 군사 기지에서 실험을 당했으며 R1N16의 보균자인지도 모른 채 그곳에서 방출되었다고 털어놓는다. 그는 아내가 전염돼 케이트와 같은 방식으로 아내를 죽였고, 이곳에 마틴과 케이트가 있을 줄 모르고 스스로를 격리시키기 위해서 블랙홈섬으로 왔으며, 시민 밴드 라디오가 실은 작동하지만 케이트와 마틴이 더 이상 이를 들을 수 없도록 설정을 바꾸어 놓았을 뿐이라고 말한다.
잭이 라디오를 조정해 작동이 되게 하자 군인들이 바이러스의 백신을 가지고 있다는 군사 방송이 나온다. 잭은 군인들이 거짓말을 하고 있으며, 백신은 없고 군대는 두 사람이 섬을 떠나도록 허락하지 않을 것이라고 말한다. 케이트는 잭을 믿지 않고 마틴이 살 수도 있었다는 생각에 분노해 잭을 쏘아 죽인다. 케이트가 배에 마틴의 시신을 싣고 섬을 떠나려고 할 때 상공의 군용 헬리콥터가 케이트를 포착해 날아오고, 스나이퍼가 케이트의 머리를 쏘아 죽인다.

## 출연진
- 킬리언 머피 - 마틴 케네디 역
- 탠디 뉴턴 - 케이트 케네디 역
- 제이미 벨 - 잭 코먼 이등병 역
- 지미 유일 - 더그 역: 연락선 사공이자 페어웨더 오두막 주인.

## 제작
마틴 역은 킬리언 머피에게 가기 전에 원래 제이슨 아이작스가, 잭 역은 제이미 벨에게 가기 전에 원래 데이비드 테넌트가 맡을 예정이었다. 촬영은 웨일스 귀네드 랜데퀸에서 이루어졌다.
《어둠의 표적》(1971)과 《28일 후》(2002)의 만남으로 홍보되었다.

## 개봉
2011년 10월 14일에 영국에서, 21일에 미국에서 제한적으로 개봉되었다. 한국에서는 개봉하지 않았다.

## 평가
평단의 반응은 긍정적이었다. 로튼 토마토에서는 13개의 리뷰를 바탕으로 62%라는 긍정 평가를 나타내고 있고, 블러디 디스거스팅도 강렬하고 오싹한 위기와 반전을 호평했다. 가디언지의 피터 브래드쇼는 “신예 감독의 깔끔하고 긴장감 있는 스릴러이며 제이미 벨의 역할이 돋보인다”며 별 5개 만점에 3개를 주었다.

## 같이 보기
- 죽음의 항해 (1989)
- 잇 컴스 앳 나이트 (2017)